# Zarzecze (gromada w powiecie puławskim)
Zarzecze – dawna gromada, czyli najmniejsza jednostka podziału terytorialnego Polskiej Rzeczypospolitej Ludowej w latach 1954–1972.
Gromady, z gromadzkimi radami narodowymi (GRN) jako organami władzy najniższego stopnia na wsi, funkcjonowały od reformy reorganizującej administrację wiejską przeprowadzonej jesienią 1954 do momentu ich zniesienia z dniem 1 stycznia 1973, tym samym wypierając organizację gminną w latach 1954–1972.
Gromadę Zarzecze siedzibą GRN w Zarzeczu utworzono – jako jedną z 8759 gromad na obszarze Polski – w powiecie kozienickim w woj. kieleckim, na mocy uchwały nr 13e/54 WRN w Kielcach z dnia 29 września 1954. W skład jednostki weszły obszary dotychczasowych gromad Zarzecze, Janów, Kochanów, Leokadiów, Polesie, Smogorzów i Piskorów (bez wsi Pająków) oraz kol. Kajetanów Las z dotychczasowej gromady Kajetanów Łęka ze zniesionej gminy Góra Puławska w tymże powiecie.
1 stycznia 1955 gromadę włączono do powiatu puławskiego woj. lubelskim, gdzie ustalono dla niej 13 członków gromadzkiej rady narodowej.
Gromadę zniesiono 1 stycznia 1969, a jej obszar włączono do gromady Góra Puławska.